# Penguin (tên lửa)
Penguin (Thiết kế của Hoa Kỳ là AGM-119) là loại tên lửa của hải quân sử dụng để chống tàu, được sản xuất bởi hãng Kongsberg Defence & Aerospace (KDA) của Na Uy từ đầu những năm 1970 và tiếp tục được nâng cấp từ đó. Nó có một bộ tìm kiếm hồng ngoại bị động trên cơ sở của loại tên lửa hành trình hải quân tầm ngắn và tầm trung. Penguin là loại tên lửa chống tàu đầu tiên của phương Tây có bộ tìm kiếm hồng ngoại (khác với các loại phổ biến khi đó là sử dụng kỹ thuật dẫn hướng bằng ra đa chủ động).
Penguin có thể được bắn riêng hoặc bắn kết hợp với các loạt đạn. Nó được đẩy bởi động cơ rốc két thuốc phóng dạng rắn, nó tiếp cận mục tiêu ở mọi góc độ và bắn vào mục tiêu ở gần mặt nước. Penguin sử dụng đầu đạn của AGM-12 loại 120 kg nổ ở bên trong mục tiêu (tàu) bằng ngòi hẹn giờ.
Tuỳ theo các dạng của nó, Penguin có thể được phóng từ các loại trạm phóng khác nhau như:
- Tàu mặt nước
- Máy bay chiến đấu: như F-16
- Máy bay trực thăng:

Tên lửa Penguin là một thiết kế rất thành công của hãng KDA, nó sẽ tiếp tục được sản xuất nhưng nó được cải tiến thêm bằng việc sử dụng một bộ tìm kiếm ảnh hồng ngoại, hệ thống GPS, một động cơ phản lực (để tầm bắn lớn hơn 150 km), và đặc biệt là một máy tính đủ khả năng thực hiện và xử lý các tín hiệu số.

## Phạm vi hoạt động
- Na Uy: Trang bị cả trong Hải quân Hoàng gia Na Uy và Không quân Hoàng gia Na Uy
- Thụy Điển: Trang bị trong Hải quân Thuỵ điển
- Hàn Quốc: Trang bị trong Hải quân Hàn Quốc
- Hoa Kỳ: Trang bị trong Hải quân Hoa Kỳ với thiết kế AGM-119
- Hy Lạp: Trang bị trong Hải quân Hy Lạp
- Thổ Nhĩ Kỳ: Trang bị trong Hải quân Thổ Nhĩ Kỳ
- Úc: Đã được lập kế hoạch đưa vào trang bị cho Hải quân Hoàng gia Úc.
- Tây Ban Nha: Trang bị trong Hải quân Tây Ban Nha